# Кеачі (Луїзіана)
Кеачі (англ. Keachi) — місто (англ. town) в США, в окрузі Де-Сото штату Луїзіана. Населення — 243 особи (2020).

## Географія
Кеачі розташоване за координатами 32°10′5″ пн. ш. 93°54′52″ зх. д. / 32.16806° пн. ш. 93.91444° зх. д. (32.168000, -93.914523).  За даними Бюро перепису населення США в 2010 році місто мало площу 13,14 км², з яких 13,03 км² — суходіл та 0,11 км² — водойми.

## Демографія
Згідно з переписом 2010 року, у місті мешкало 295 осіб у 122 домогосподарствах у складі 87 родин. Густота населення становила 22 особи/км².  Було 146 помешкань (11/км²).
Расовий склад населення:
| - 79,3 % — білих - 17,3 % — чорних або афроамериканців - 1,4 % — азіатів |

До двох чи більше рас належало 1,7 %. Частка іспаномовних становила 6,4 % від усіх жителів.
За віковим діапазоном населення розподілялося таким чином: 19,7 % — особи молодші 18 років, 62,7 % — особи у віці 18—64 років, 17,6 % — особи у віці 65 років та старші. Медіана віку мешканця становила 44,1 року. На 100 осіб жіночої статі у місті припадало 102,1 чоловіків;  на 100 жінок у віці від 18 років та старших — 100,8 чоловіків також старших 18 років.
Середній дохід на одне домашнє господарство  становив 52 513 долари США (медіана — 47 500), а середній дохід на одну сім'ю — 63 996 доларів (медіана — 56 250). За межею бідності перебувало 30,0 % осіб, у тому числі 46,8 % дітей у віці до 18 років та 5,6 % осіб у віці 65 років та старших.
Цивільне працевлаштоване населення становило 150 осіб. Основні галузі зайнятості: роздрібна торгівля — 19,3 %, освіта, охорона здоров'я та соціальна допомога — 18,7 %, будівництво — 14,0 %, науковці, спеціалісти, менеджери — 11,3 %.